# Campeonato sub-20 de la AFF 2002
El Campeonato sub-20 de la AFF 2002 se jugó en Tailandia y Camboya del 23 de enero al 3 de febrero y contó con la participación de 10 selecciones juveniles del Sureste de Asia.
Tailandia venció en la final a Birmania para ser el primer campeón del torneo.

## Participantes
| - Brunéi - Camboya - Indonesia - Laos - Malasia | - Birmania - Filipinas - Singapur - Tailandia - Vietnam |

## Fase de grupos

### Grupo A
Los partidos se jugaron en Bangkok, Tailandia.
| País      | J | G | E | P | GF | GC | GD  | Pts |
| --------- | - | - | - | - | -- | -- | --- | --- |
| Tailandia | 4 | 3 | 1 | 0 | 17 | 4  | +13 | 10  |
| Birmania  | 4 | 2 | 1 | 1 | 11 | 4  | +7  | 7   |
| Singapur  | 4 | 2 | 0 | 2 | 6  | 13 | -7  | 6   |
| Malasia   | 4 | 1 | 1 | 2 | 6  | 13 | -7  | 4   |
| Indonesia | 4 | 0 | 1 | 3 | 5  | 11 | -6  | 1   |

| Equipo 1  | Resultado | Equipo 2  |
| --------- | --------- | --------- |
| Tailandia | 5-1       | Singapur  |
| Birmania  | 1-2       | Malasia   |
| Indonesia | 1-3       | Tailandia |
| Singapur  | 1-7       | Birmania  |
| Malasia   | 3-3       | Indonesia |
| Tailandia | 1-1       | Birmania  |
| Singapur  | 1-0       | Malasia   |
| Malasia   | 1-8       | Tailandia |
| Singapur  | 3-1       | Indonesia |
| Indonesia | 0-2       | Birmania  |

### Grupo B
Los partidos se jugaron en Phnom Penh, Camboya.
| País      | J | G | E | P | GF | GC | GD  | Pts |
| --------- | - | - | - | - | -- | -- | --- | --- |
| Laos      | 4 | 4 | 0 | 0 | 11 | 2  | +9  | 12  |
| Vietnam   | 4 | 3 | 0 | 1 | 13 | 2  | +11 | 9   |
| Brunéi    | 4 | 1 | 1 | 2 | 3  | 7  | -4  | 4   |
| Filipinas | 4 | 1 | 0 | 3 | 1  | 11 | -10 | 3   |
| Camboya   | 4 | 0 | 1 | 3 | 3  | 9  | -6  | 1   |

| Equipo 1  | Resultado | Equipo 2  |
| --------- | --------- | --------- |
| Vietnam   | 3-1       | Camboya   |
| Laos      | 4-0       | Filipinas |
| Filipinas | 0-6       | Vietnam   |
| Camboya   | 1-1       | Brunéi    |
| Brunéi    | 1-2       | Laos      |
| Laos      | 1-0       | Vietnam   |
| Camboya   | 0-1       | Filipinas |
| Vietnam   | 4-0       | Brunéi    |
| Camboya   | 1-4       | Laos      |
| Brunéi    | 1-0       | Filipinas |

## Fase Final
|  | Semifinales           | Semifinales           |   |                       | Final                 | Final |  |
|  |                       |                       |   |                       |                       |       |  |
|  |                       |                       |   |                       |                       |       |  |
|  | Bangkok, 1 de febrero |                       |   |                       |                       |       |  |
|  | Tailandia             | 3                     |   |                       |                       |       |  |
|  | Vietnam               | 2                     |   |                       |                       |       |  |
|  |                       |                       |   |                       |                       |       |  |
|  |                       |                       |   |                       | Bangkok, 3 de febrero |       |  |
|  |                       |                       |   |                       | Tailandia             | 4     |  |
|  |                       | Birmania              | 0 |                       |                       |       |  |
|  |                       |                       |   |                       |                       |       |  |
|  |                       |                       |   |                       |                       |       |  |
|  |                       |                       |   |                       | Tercer lugar          |       |  |
|  | Bangkok, 1 de febrero | Bangkok, 1 de febrero |   | Bangkok, 3 de febrero | Bangkok, 3 de febrero |       |  |
|  | Laos                  | 0                     |   | Vietnam               | 1                     |       |  |
|  | Birmania              | 1                     |   |                       | Laos                  | 2     |  |

## Campeón
| Campeonato sub-20 de la AFF 2002 |
| -------------------------------- |
| Bandera de Tailandia             |
| Tailandia 1º Título              |